# Jacques Chapou
Jacques Chapou (Montcuq, 10 abril de 1909 – Bourganeuf, 16 Julho de 1944), é um professor demitido pelo governo de Vichy. Ele foi resistente com o posto de capitão do FFI no Lot, Corrèze e Creuse. 
Em 1944 ele se tornou o líder militar do Corrèze FTP alias "Kléber". O comitê militar departamental é renovado. Ele é um dos líderes que comanda a captura de Tulle. No entanto, foi retomado no dia seguinte, após a chegada de reforços de uma coluna da 2.ª Divisão SS Das Reich. Esta operação e suas consequências serão desastrosas e marcaram profundamente o Massacre de Tule. Ele morreu em 16 de julho de 1944 perto de Bourganeuf. Emboscado por um elemento ferido da Brigada de Jesser, ele esvazia sua revista em seus atacantes antes de se matar em vez de se render. 